# ظهرة المنقوده السفلى (المخادر)

تعديل مصدري - تعديل

ظهرة المنقوده السفلى محلة تابعة لقرية المنقودة، التابعة لعزلة السحول بمديرية المخادر إحدى مديريات محافظة إب في الجمهورية اليمنية، بلغ تعداد سكانها 240 حسب تعداد اليمن لعام 2004.